# جون هينلي
جون هينلي (بالإنجليزية: June Henley)‏ هو لاعب كرة قدم أمريكية أمريكي، ولد في 4 سبتمبر 1975 في كولومبوس في الولايات المتحدة.

## وصلات خارجية
- جون هينلي على موقع مرجع كرة القدم المحترفة.كوم (الإنجليزية)